# 橫帶光鰓雀鯛
橫帶光鰓雀鯛（学名：Chromis mirationis），又名東海光鰓魚、厚殼仔，为輻鰭魚綱雀鯛科光鰓魚屬下的一个种，分布於西北太平洋日本及台灣海域，深度40至208公尺，體呈卵圓形且側扁，體呈白色，體側中央由眼後延伸至尾柄具一暗縱帶，背鰭硬棘14枚、背鰭軟條13-14枚、臀鰭硬棘2枚、臀鰭軟條11-13枚，體長可達11公分，棲息在岩礁區，以浮游生物為食，生活習性不明。